# Купон (КА)
Купон — малый геостационарный спутник связи производства НПО имени Лавочкина.
Принадлежащий ЦБ РФ спутник предназначался для использования в системе «Банкир» — космическом сегменте ЕТКБС. Был успешно выведен в точку стояния 3 декабря 1997 года, 12 марта 1998 года ретранслятор был выключен из-за потери управления. Страховая компания «Ингосстрах» произвела страховую выплату в размере 85 млн $. Всего на орбиту планировалось вывести три таких спутника, но после аварии первого от проекта отказались.
Для коррекции орбиты на спутнике был установлен стационарный плазменный двигатель СПД-70. Система управления была разработана харьковским научно-производственным предприятием «Хартрон-Аркос».

## Характеристики
- Дата запуска: 12.11.1997 20:00:00 ДМВ (17:00:00 GMT)
- Космодром: Байконур. 39 пусковая установка 200 площадки
- Ракета-носитель: «Протон-К» (8К82К № 384-02)
- Разгонный блок: ДМ-2М (11С861-01)
- наклонение орбиты: 0°05’38"
- удаление от поверхности Земли минимальное/максимальное: 35850,2/36027,5 км
- период обращения вокруг Земли: 24 часа 3 мин 49 сек
- международное регистрационное обозначение: 1997-070A
- номер в каталоге Космического командования США: 25045
- точность ориентации на Полярную звезду: не хуже 7 угл. мин.
- точность ориентации на Солнце: не хуже 8 угл. мин.
- ошибки стабилизации по угловой координате относительно среднего значения на интервале 60 сек.

- вокруг продольной оси: не более 50 угл. сек.
- вокруг других осей: не более 8 угл. сек.

- мощность электропотребления системы управления в полетных режимах

- среднее: 360 Вт
- максимальное: 900 Вт